# 湿地风毛菊
湿地风毛菊（学名：Saussurea umbrosa）是菊科风毛菊属的植物。分布在俄罗斯、朝鲜以及中国大陆的吉林、内蒙古等地，生长于海拔200米至600米的地区，一般生长在林下以及林间草地，目前尚未由人工引种栽培。